# Чемпионат Европы по волейболу среди девушек 2020
14-й Чемпионат Европы по волейболу среди девушек (финальный турнир) проходил с 1 по 9 октября 2020 года в Подгорице (Черногория) с участием 11 сборных команд, составленных из игроков не старше 17 лет. Чемпионский титул в 5-й раз в своей истории и в 4-й раз подряд выиграла юниорская сборная России.

## Команды-участницы
Черногория  — команда страны-организатора;
Италия, Россия, Сербия, Словения — по результатам квалификации;
Беларусь, Болгария, Польша, Румыния, Словения, Турция — по результатам рейтинга ЕКВ (на июнь 2020).

## Квалификация
Квалификация (отборочный турнир) чемпионата прошла в период с 13 сентября 2019 по 11 января 2020 года с участием 35 команд в рамках чемпионатов пяти волейбольных зональных ассоциаций ЕКВ. Были разыграны 11 путёвок в финальный турнир европейского первенства. От квалификации освобождена Черногория (команда страны-организатора). 
Прямые путёвки в финальную стадию европейского первенства получили чемпионы зональных ассоциаций. Ещё 6 путёвок должны были разыграть 20 команд в рамках 2-го раунда квалификации, но 15 июня 2020 решением ЕКВ он был отменён из-за пандемии COVID-19. 6 вакантных мест были распределены по рейтингу ЕКВ после подтверждения участия в чемпионате Европы со стороны национальных федераций. 
|  | Квалифицировавшиеся в качестве чемпионов зональных ассоциаций |
|  | Квалифицировавшиеся по рейтингу                               |

| Место | BVA 26-30.11.2019 ( Балыкесир) | EEVZA 23-28.11.2019 ( Тбилиси) | MEVZA 9-11.01.2020 ( Задар) |
| ----- | ------------------------------ | ------------------------------ | --------------------------- |
| 1     | Сербия                         | Россия                         | Словакия                    |
| 2     | Турция                         | Польша                         | Хорватия                    |
| 3     | Румыния                        | Беларусь                       | Словения                    |
| 4     | Греция                         | Украина                        | Чехия                       |
| 5     | Болгария                       | Эстония                        | Венгрия                     |
| 6     |                                | Латвия                         | Австрия                     |
| 7     |                                | Литва                          | Кипр                        |
| 8     |                                | Грузия                         | Израиль                     |
| 9     |                                | Азербайджан                    |                             |

| Место | NEVZA 13-15.09.2019 ( Кёге) | WEVZA 7-11.01.2020 ( Виана-ду-Каштелу) |
| ----- | --------------------------- | -------------------------------------- |
| 1     | Финляндия                   | Италия                                 |
| 2     | Дания                       | Нидерланды                             |
| 3     | Швеция                      | Бельгия                                |
| 4     | Норвегия                    | Испания                                |
| 5     | Исландия                    | Германия                               |
| 6     | Ирландия                    | Франция                                |
| 7     |                             | Португалия                             |

От участия отказалась Финляндия — чемпион NEVZA. Её заменила Польша. Перед началось чемпионата отказалась от участия Германия из-за ограничений на поездки, введённых из-за пандемии COVID-19. 

## Система розыгрыша
Соревнования состояли из предварительного этапа и плей-офф. На предварительной стадии 11 команд-участниц были разбиты на 2 группы, в которых играли в один круг. По две лучшие команды из групп вышли в полуфинал плей-офф и далее определили призёров чемпионата. По такой же системе итоговые 5—8-е места разыграли команды, занявшие в группах 3—4-е места.
Первичным критерием при распределении мест в группах являлось общее количество побед. При равенстве этого показателя в расчёт последовательно брались количество очков, соотношение партий, мячей, результаты личных встреч. За победы со счётом 3:0 и 3:1 команды получали по 3 очка, за победы 3:2 — по 2 очка, за поражения 2:3 — по 1 очку, за поражения 0:3 и 1:3 очки не начислялись.

## Игровые арены
Подгорица
- В спортивном центре «Верде» прошли матчи группы 1 предварительного этапа и поединки плей-офф.
- В университетском спортивно-культурном центре прошли матчи группы 2 предварительного этапа.

## Предварительный этап
|  | Прошедшие в плей-офф за 1—4 места |
|  | Прошедшие в плей-офф за 5—8 места |

### Группа 1
| М | Команда    | 1   | 2   | 3   | 4   | 5   | 6   | И | В | П | С/П  | О  |
| - | ---------- | --- | --- | --- | --- | --- | --- | - | - | - | ---- | -- |
| 1 | Турция     |     | 3:1 | 3:2 | 3:0 | 3:0 | 3:0 | 5 | 5 | 0 | 15:3 | 14 |
| 2 | Италия     | 1:3 |     | 3:1 | 3:1 | 3:0 | 3:0 | 5 | 4 | 1 | 13:5 | 12 |
| 3 | Словения   | 2:3 | 1:3 |     | 3:0 | 3:0 | 3:0 | 5 | 3 | 2 | 12:6 | 10 |
| 4 | Словакия   | 0:3 | 1:3 | 0:3 |     | 3:1 | 3:0 | 5 | 2 | 3 | 7:10 | 6  |
| 5 | Болгария   | 0:3 | 0:3 | 0:3 | 1:3 |     | 3:2 | 5 | 1 | 4 | 4:14 | 2  |
| 6 | Черногория | 0:3 | 0:3 | 0:3 | 0:3 | 2:3 |     | 5 | 0 | 5 | 2:15 | 1  |

1 октября
Турция — Болгария 3:0 (25:11, 25:19, 25:21); Италия — Словения 3:1 (26:28, 25:16, 25:22, 25:15); Словакия — Черногория 3:0 (25:12, 25:16, 25:9).
2 октября
Турция — Словения 3:2 (16:25, 25:21, 21:25, 25:15, 15:5); Италия — Словакия 3:1 (22:25, 25:19, 25:19, 25:21); Болгария — Черногория 3:2 (25:23, 16:25, 25:19, 15:25, 15:10).
3 октября
Турция — Италия 3:1 (28:26, 18:25, 25:16, 25:20); Словакия — Болгария 3:1 (25:18, 25:16, 23:25, 25:19); Словения — Черногория 3:0 (25:12, 25:10, 25:18).
5 октября
Турция — Словакия 3:0 (25:11, 25:15, 25:17); Словения — Болгария 3:0 (25:20, 27:25, 25:15); Италия — Черногория 3:0 (25:13, 25:13, 25:16).
6 октября
Словения — Словакия 3:0 (25:17, 25:20, 25:22); Италия — Болгария 3:0 (25:22, 25:13, 25:17); Турция — Черногория 3:0 (25:10, 25:17, 25:10).

### Группа 2
| М | Команда  | 1   | 2   | 3   | 4   | 5   | И | В | П | С/П  | О  |
| - | -------- | --- | --- | --- | --- | --- | - | - | - | ---- | -- |
| 1 | Россия   |     | 3:0 | 3:1 | 3:0 | 3:0 | 4 | 4 | 0 | 12:1 | 12 |
| 2 | Сербия   | 0:3 |     | 3:0 | 3:0 | 3:0 | 4 | 3 | 1 | 9:3  | 9  |
| 3 | Польша   | 1:3 | 0:3 |     | 3:0 | 1:3 | 4 | 1 | 3 | 5:9  | 3  |
| 4 | Румыния  | 0:3 | 0:3 | 0:3 |     | 3:0 | 4 | 1 | 3 | 3:9  | 3  |
| 5 | Беларусь | 0:3 | 0:3 | 3:1 | 0:3 |     | 4 | 1 | 3 | 3:10 | 3  |

1 октября
Румыния — Беларусь 3:0 (25:12, 25:20, 25:7); Россия — Польша 3:1 (23:25, 25:21, 25:21, 25:16).
2 октября
Сербия — Польша 3:0 (25:14, 25:21, 25:14); Россия — Беларусь 3:0 (25:11, 25:10, 25:16).
3 октября
Сербия — Румыния 3:0 (25:16, 25:20, 25:17); Беларусь — Польша 3:1 (25:20, 28:26, 23:25, 25:22).
5 октября
Польша — Румыния 3:0 (25:23, 25:19, 25:17); Россия — Сербия 3:0 (25:22, 25:11, 25:23).
6 октября
Сербия — Беларусь 3:0 (25:18, 25:16, 25:14); Россия — Румыния 3:0 (25:7, 27:25, 25:17).

## Плей-офф

### Полуфинал за 5—8-е места
8 октября
Румыния — Словения 3:2 (17:25, 25:23, 25:21, 14:25, 15:9).
Польша — Словакия 3:1 (23:25, 25:23, 25:20, 25:20).

### Полуфинал за 1—4-е места
8 октября
Турция — Сербия 3:1 (18:25, 25:21, 26:24, 25:20).
Россия — Италия 3:0 (25:17, 25:22, 25:16).

### Матч за 7-е место
9 октября
Словения — Словакия 3:1 (25:18, 25:19, 19:25, 25:18).

### Матч за 5-е место
9 октября
Румыния — Польша 3:2 (21:25, 25:20, 25:21, 22:25, 15:10).

### Матч за 3-е место
9 октября
Сербия — Италия 3:1 (22:25, 25:16, 25:18, 25:20).

### Финал
9 октября
Россия — Турция 3:1 (20:25, 25:16, 25:12, 25:23). Отчёт

## Итоги

### Положение команд
| Место | Команда    |
| ----- | ---------- |
| 1     | Россия     |
| 2     | Турция     |
| 3     | Сербия     |
| 4     | Италия     |
| 5     | Румыния    |
| 6     | Польша     |
| 7     | Словения   |
| 8     | Словакия   |
| 9—10  | Беларусь   |
| 9—10  | Болгария   |
| 11    | Черногория |

Россия, Турция, Сербия, Италия, Румыния, Польша квалифицировались на чемпионат мира среди девушек 2021.

### Призёры
Россия: Наталья Суворова, Виктория Демидова, Ирина Артюхина, Дарья Заманская, Алина Попова, Арина Федоровцева, Оксана Швыдкая, Виктория Кобзарь, Динара Сабитова, Вероника Думрауф, Анна Хабибрахманова, Анастасия Жаброва. Главный тренер — Александр Кариков.
  Турция: Алейна Гёчмен, Дениз Зенгин, Берен Йешилырмак, Мелиса Эге Бюкмен, Ясемин Нарлыоглу, Озлем Шахин, Далия Уилсон,Озге Арсланалп, Мирай Гёзюбюйюк, Пелин Эроктай, Илайда Мумдулар, Дилай Оздемир. Главный тренер — Расит Берк Инандж.
  Сербия: Нина Мандович, Ана Ярамазович, Ива Шучурович, Хена Куртагич, Стефана Пакич, Ксения Томич, Аня Зубич, Ваня Иванович, Александра Узелац, Аня Куюнджич, Уна Ваягич, Ивона Лазович. Главный тренер — Йово Цакович.

### Индивидуальные призы
| - MVP Арина Федоровцева - Лучшая связующая Озге Арсланалп - Лучшие центральные блокирующие Наталья Суворова Хена Куртагич | - Лучшая диагональная Пелин Эроктай - Лучшие доигровщицы Арина Федоровцева Мелиса Эге Бюкмен - Лучшая либеро Эмма Барберо |